# Porichthys
El género Porichthys es un grupo de peces conocidos como peces guardiamarina o peces sapo. Se distinguen por presentar numerosas hileras fotóforos y las cuales utilizan para atraer a sus presas y las cuales están interconectadas con las cuatro líneas laterales, dos espinas dorsales y una opecular fuerte. Los típicos peces guardiamarina, como Porichthys notatus, son nocturnos y se entierran en la arena o el barro en la zona intermareal durante el día. Por la noche, flotando justo por encima del fondo del mar. Algunas especies tienen espinas dorsales venenosas y son capaces de infligir lesiones graves si no se maneja adecuadamente.
Hay tres tipos de peces guardiamarina: hembras, machos de tipo I y machos tipo II. Los machos tipo I y tipo II pueden distinguirse unos de otros sobre la base de las características físicas. Los machos Tipo I: son ocho veces más grande en la masa corporal, y tienen mucho más grandes órganos vocales. Los machos de tipo II los órganos reproductivos son siete veces el tamaño de los machos de tipo I. Peces macho tipo II y las hembra guardiamarina pueden distinguirse unos de otros porque la hembra es de tamaño ligeramente mayor, y por los grandes órganos reproductores macho del tipo II guardiamarina.

## Especies

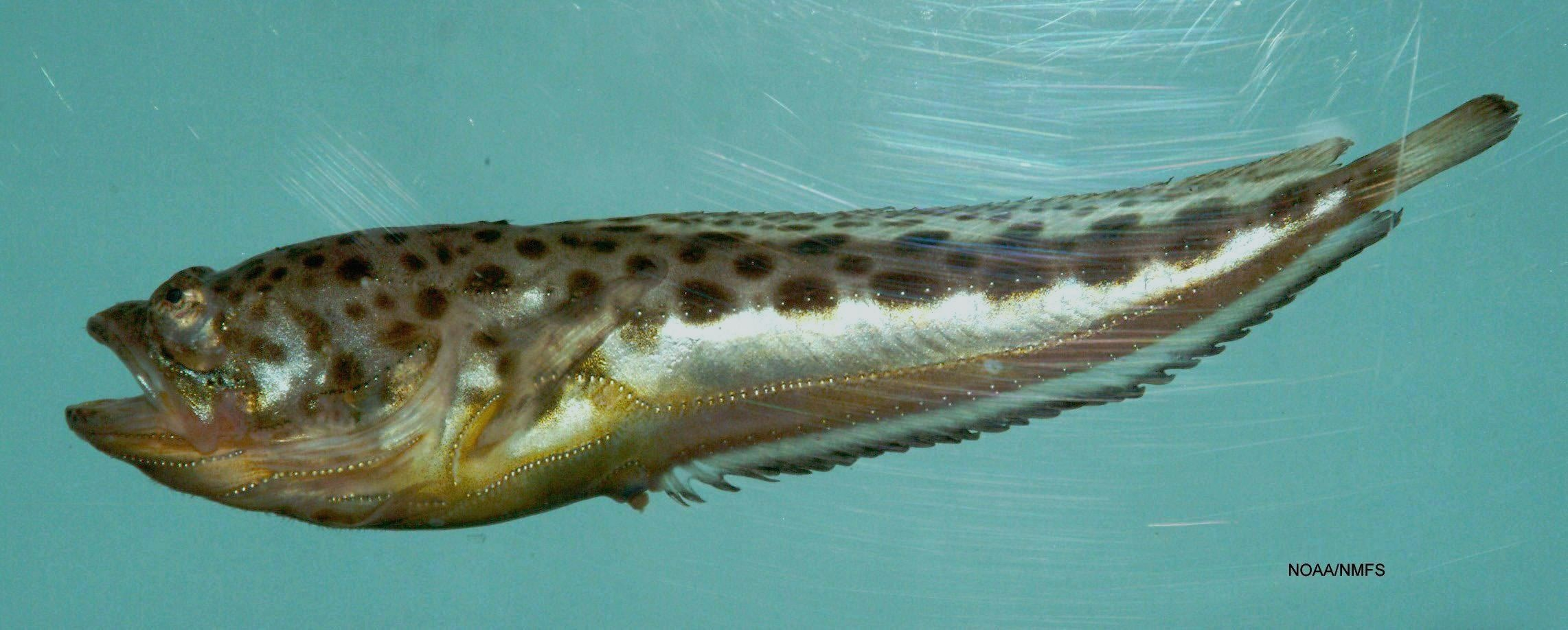
Porichthys plectrodon

Existen unas 14 especies en el género Porichthys Girard, 1854 las cuales son:
- Porichthys analis Hubbs & Schultz, 1939[5] Pacífico Central y Este[6]
- Porichthys bathoiketes Gilbert, 1968[5] Atlántico Central y Occidental[6]
- Porichthys ephippiatus Walker & Rosenblatt, 1988[5] Pacífico Central y Este[6]
- Porichthys greenei Gilbert & Starks, 1904[5] Pacífico Central y Este[6]
- Porichthys kymosemeum Gilbert, 1968[5] Atlántico Occidental[6]
- Porichthys margaritatus (Richardson, 1844)[5] Pacífico Este[6]
- Porichthys mimeticus Walker & Rosenblatt, 1988[5] Pacífico Central y Este[6]
- Porichthys myriaster Hubbs & Schultz, 1939[5] Pacífico Este[6]
- Porichthys notatus Girard, 1854[5] Pacífico Este[6]
- Porichthys oculellus Walker & Rosenblatt, 1988[5] Pacífico Sureste[6]
- Porichthys oculofrenum Gilbert, 1968[5] Atlántico Central y Occidental[6] (Especie citada para las costas de Venezuela)[7]
- Porichthys pauciradiatus Caldwell & Caldwell, 1963[5] Pacífico Central y Este[6] (Especie citada para las costas de Venezuela)[8]
- Porichthys plectrodon Jordan & Gilbert, 1882[5] Atlántico Occidental[6] (Especie citada para las costas de Venezuela)[8]
- Porichthys porosissimus (Cuvier, 1829)[5] Atlántico Suroccidental[6] (Especie citada para las costas de Venezuela)[7]